# Кръп
Кръп (на английски: Krupp, звуков файл и буквени символи за произношение ) е град в окръг Грант, щата Вашингтон, САЩ. Кръп е с население от 48 жители по данни от преброяването през 2010 г. и обща площ от 1,5 km². Въпреки че официално е регистриран като Krupp, градът е по-известен като Marlin, което е името на пощенския му клон. Изборите там се провеждат именно под името Marlin, Вашингтон, т.е. те са едно и също място.
Кръп е населеното място с най-малобройно население в щата Вашингтон.